# Podnoszenie ciężarów na Letnich Igrzyskach Olimpijskich 1920 – waga lekkociężka mężczyzn
Zawody w wadze lekkociężkiej mężczyzn były jedną z konkurencji w podnoszeniu ciężarów na Letnich Igrzyskach Olimpijskich 1920. Zawody odbyły się w dniu 31 sierpnia. W zawodach uczestniczyło 11 zawodników z 9 państw.

## Wyniki
Każdy zawodnik miał trzy próby. Wynik końcowy stanowiła suma wszystkich podniesionych przez zawodnika ciężarów.
| Pozycja | Zawodnik            | 1    | 2    | 3     | Wynik |
| ------- | ------------------- | ---- | ---- | ----- | ----- |
| 1       | Ernest Cadine       | 70   | 90   | 135   | 295   |
| 2       | Fritz Hünenberger   | 75   | 90   | 112,5 | 277,5 |
| 3       | Erik Pettersson     | 62,5 | 92,5 | 112,5 | 267,5 |
| 4       | Erik Carlsson       | 67,5 | 75   | 120   | 262,5 |
| 5       | Maurice Devène      | 65   | 70   | 115   | 250   |
| 6       | Gino Mattiello      | 60   | 70   | 105   | 235   |
| 7       | Jan Welter          | 65   | 70   | 95    | 230   |
| 8       | Jaroslav Dvořák     | 55   | 65   | 107,5 | 227,5 |
| 8       | Lionel van den Roye | 57,5 | 65   | 105   | 227,5 |
| 10      | Søren Petersen      | 55   | 57,5 | 105   | 217,5 |
| —       | Rudolf Ekström      | 70   | —    | —     | DNF   |